# مأوى جبلي

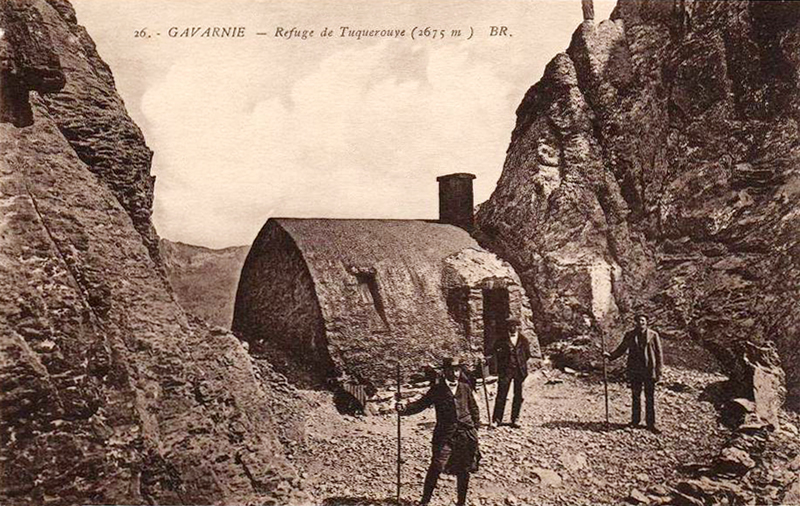
مأوى جبلي قديم في جافارني في جبال البرانس العليا في بداية القرن العشرين.

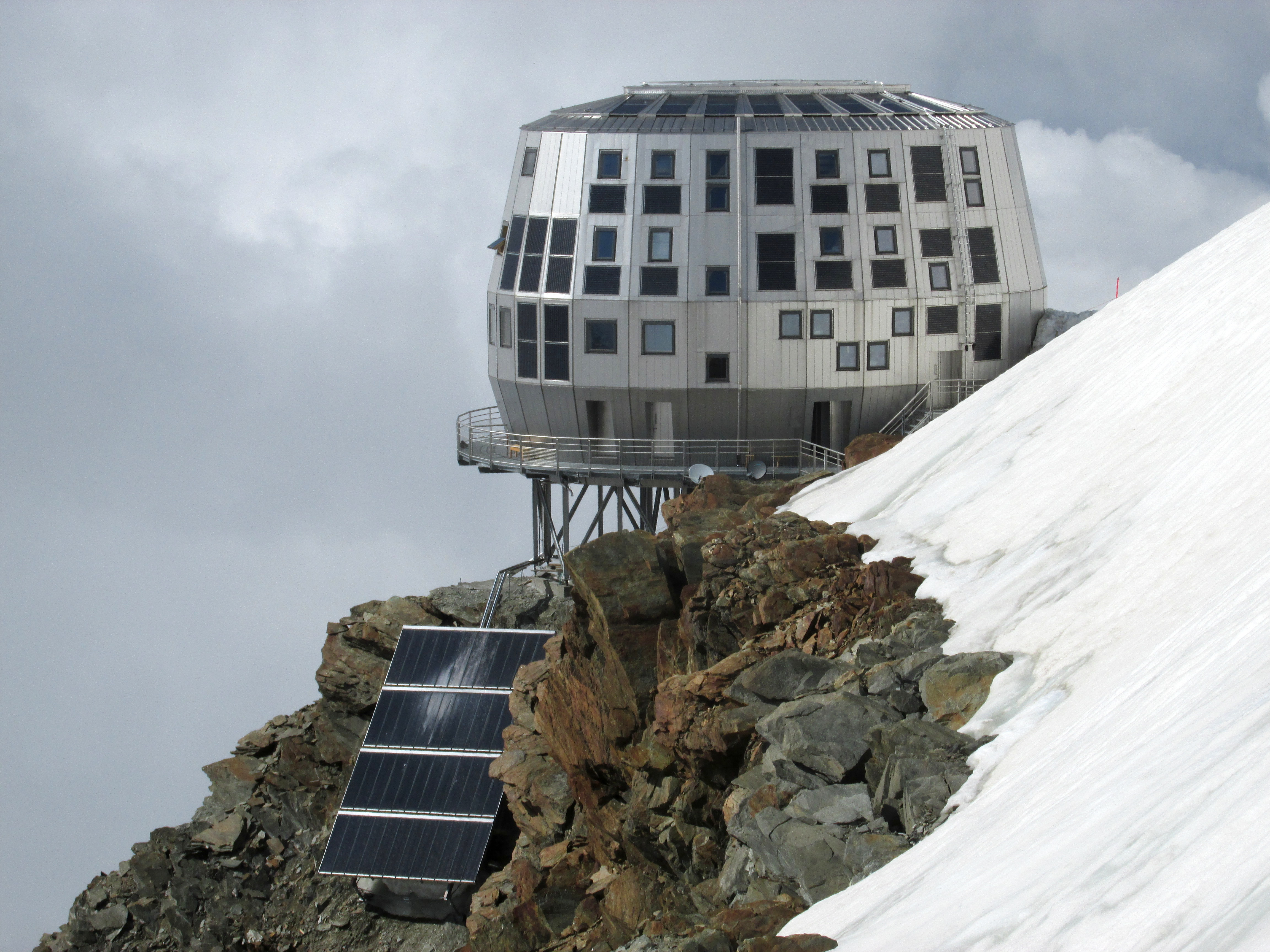
يقع مأوى غوتي على الجانب الفرنسي من مونت بلان، وهو أعلى ملجأ محمي في غرب أوروبا

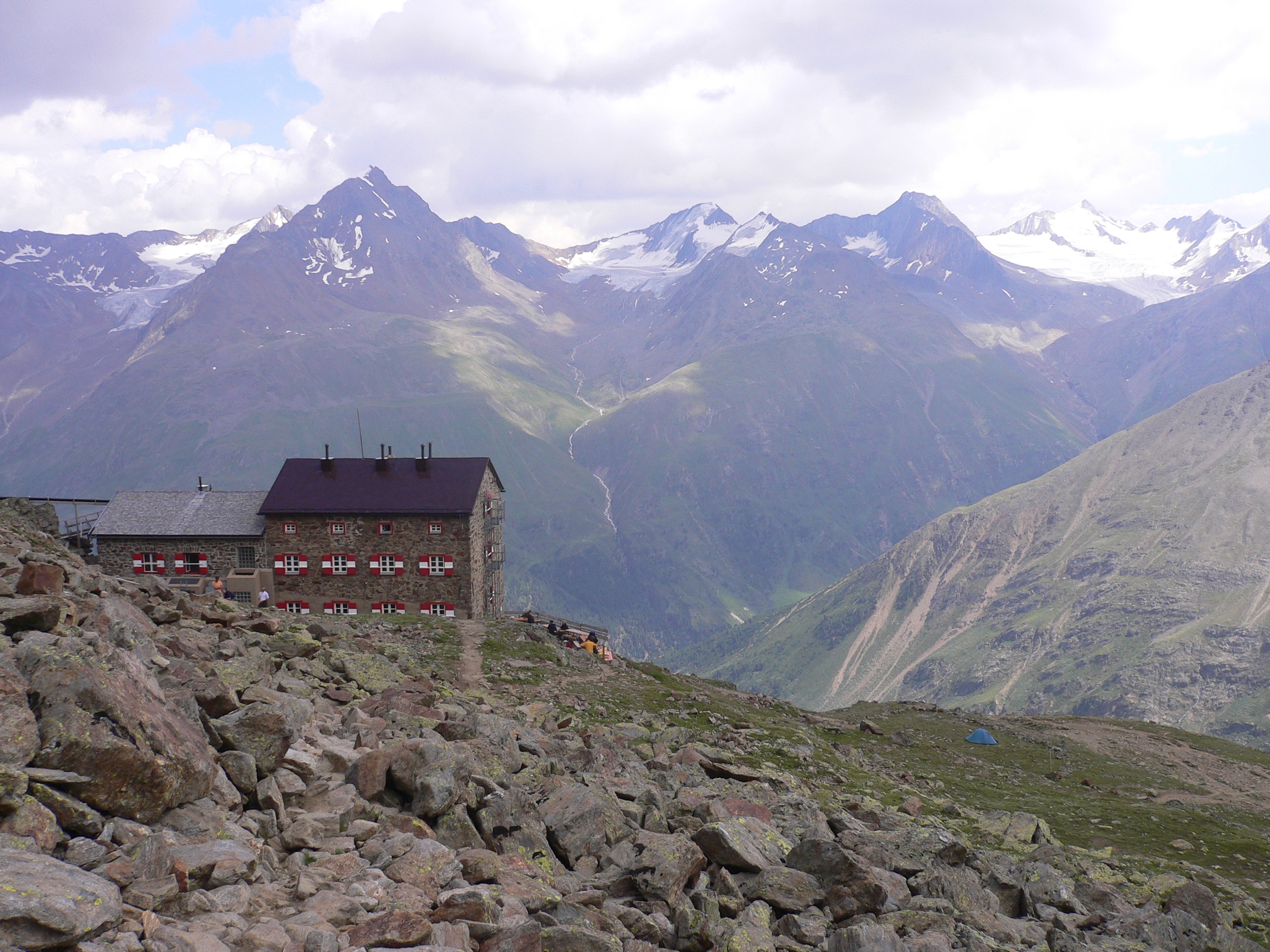
مأوى

مأوى جبلي (بالفرنسية: Refuge de montagne)‏ و (بالإنجليزية:  Mountain hut)‏ وهو مأوى ولكن في الجبل خاص لمرتادي الجبال والمشي في الجبال.
ونستطيع القول إنه كوخ جبلي (أو الكوخ) هو عبارة عن مبنى يقع في الجبال ويهدف إلى توفير مأوى وربما طعام لمتسلقي الجبال والمتنزهين.
بسبب النشاط الكبير للرياضات الجبلية في جبال الألب وكثافة المسارات، هناك العديد من الملاجئ. هذا ليس هو الحال بالضرورة في سلاسل الجبال الأخرى.

## الخدمات
في فرنسا تقع إدارة المآوي الجبلية تحت عدة أنواع من مديري الملاجئ الجبلية: مثلاً بعض المتنزهات الوطنية والحدائق الطبيعية الإقليمية، وتحت جبال الألب الفرنسية، وجمعية السياح دوفين (STD) ، والبلديات الفرنسية، وأخيراً الأوصياء الخاصون. أو لا أحد. يتم توفير النوم في أغلب الأحيان في المهاجع المشتركة. الراحة الريفية التقليدية (النوم والصرف الصحي)، تميل الملاجئ إلى الاقتراب من شكل الفنادق لأنها مجددة أو بناء جديد، مما يُثير غضب بعض مرتادي الجبال الذين يجدون أن الملاجئ تفقد روحها.
تتم حماية الملاجئ من قبل الحراس، وغالبًا ما يتم إدارتها نيابة عن المدير (المؤسسة العامة، الجمعيات، البلدية، القطاع الخاص) خلال موسم الذروة. يقوم هؤلاء الحراس بإعداد الوجبات وتقديم المشروبات، كما هو الحال في المطعم، ولكن مع خيار محدود لأنه ليس من السهل دائمًا نقل الطعام إلى الملجأ. يمكن أن يوفر الحراس أيضًا معلومات عن أحوال الطقس أو الثلوج، ويحذرون من المساعدة اللاسلكية في حالة حدوث مشاكل. لا يوجد أحد ببعض الملاجئ، على سبيل المثال في المناطق النائية أو خلال فصل الشتاء، ولكن عادة ما يكون من الممكن الوصول إليها. يمكن أن يقتصر الوصول بعد ذلك على ما يسمى بغرفة خارج الحقيبة، أو مشروط بأخذ المفاتيح الموجودة سابقًا في الوادي.
نظرًا لصغر حجم المكان، يفرض العيش في مأوى قواعد معينة:
- احترام الآخرين
- احترام الجداول الزمنية
- الهدوء والصمت.
- الترتيب والنظافة

في فرنسا، من الأفضل الحجز خلال فترات الحراسة والوقاية في حالة الإلغاء. بالنسبة لبعض الأكواخ ذات الاستخدام الجيد، لا سيما حول مونت بلان أو إكرينز والجيلدات، يُنصح بالحجز مقدمًا لفترة طويلة. مقدما.